# Verkiezingsuitslagen in Zwitserland (1848-1917)
Dit artikel geeft een overzicht van de Verkiezingsuitslagen in Zwitserland (1848-1917).

## 1848
Op 12 september 1848 kreeg Zwitserland een nieuwe grondwet die van het land een bondsstaat maakte met een parlementair stelsel. In oktober en november 1848 werden er voor het eerst federale verkiezingen gehouden in Zwitserland (→ Politiek in Zwitserland) voor de Nationale Raad. De Nationale Raad bestond toen uit 111 leden. Tot aan het einde van de negentiende eeuw domineerden de radicalen (vrijzinnigen).
- Katholieke Conservatieven - 9
- Gereformeerde Conservatieven - 5
- Liberale Conservatieven[1] - 10
- Radicalen (Vrijzinnigen) - 87

## 1851
Het zetelaantal van de Nationale Raad werd uitgebreid naar 120.
- Katholieke Conservatieven - 13
- Gereformeerde Conservatieven - 6
- Liberale Conservatieven - 15
- Radicalen (Vrijzinnigen) - 86

## 1854
- Katholieke Conservatieven - 15
- Gereformeerde Conservatieven - 5
- Liberale Conservatieven - 10
- Radicalen (Vrijzinnigen) - 88
- Overigen - 2

## 1857
- Katholieke Conservatieven - 20
- Reformierte Conservatieven - 6
- Liberale Conservatieven - 10
- Radicalen (Vrijzinnigen) - 84

## 1860
- Katholieke Conservatieven - 16
- Gereformeerde Conservatieven - 3
- Liberale Conservatieven - 36
- Radicalen (Vrijzinnigen) - 65

## 1863
Uitbreiding zetelaantal naar 128.
- Katholieke Conservatieven - 18
- Gereformeerde Conservatieven - 3
- Liberale Conservatieven - 40
- Radicalen (Vrijzinnigen) - 67

## 1866
- Katholieke Conservatieven - 19
- Gereformeerde Conservatieven - 3
- Liberale Conservatieven - 42
- Radicalen (Vrijzinnigen) - 64

## 1869
- Katholieke Conservatieven - 20
- Gereformeerde Conservatieven - 3
- Liberale Conservatieven - 35
- Radicalen (Vrijzinnigen) - 70

## 1872
Uitbreiding zetelaantal naar 135.
- Katholieke Conservatieven - 28
- Gereformeerde Conservatieven - 3
- Liberale Conservatieven - 31
- Radicalen (Vrijzinnigen) - 73

## 1875
- Katholieke Conservatieven - 31
- Gereformeerde Conservatieven - 2
- Liberale Conservatieven - 26
- Radicalen (Vrijzinnigen) - 75

## 1878
- Katholieke Conservatieven - 35
- Gereformeerde Conservatieven - 5
- Liberale Conservatieven - 28
- Radicalen (Vrijzinnigen) - 67

## 1881
Uitbreiding zetelaantal naar 145.
- Katholieke Conservatieven - 33
- Gereformeerde Conservatieven - 3
- Liberale Conservatieven - 25
- Radicalen (Vrijzinnigen) - 84

## 1884
- Katholieke Conservatieven - 36
- Gereformeerde Conservatieven - 1
- Liberale Conservatieven - 20
- Radicalen (Vrijzinnigen) - 88

## 1887
- Katholieke Conservatieven - 33
- Gereformeerde Conservatieven - 3
- Liberale Conservatieven - 22
- Radicaal-Democratische Groep - 86
- Overigen - 1

## 1890
Uitbreiding zetelaantal naar 147. De eerste sociaaldemocraat doet zijn intrede in de Nationale Raad.
- Katholieke Conservatieven - 35
- Gereformeerde Conservatieven - 1
- Liberale Conservatieven - 22
- Radicaal-Democratische Groep - 85
- SP - 1
- Overigen - 3

## 1893
- Katholieke Conservatieven - 29
- Gereformeerde Conservatieven - 1
- LPS[2] - 24
- Radicaal-Democratische Groep - 87
- SP - 1
- Overigen - 5

## 1896
- Katholieke Conservatieven - 30
- LPS - 22
- FDP[3] - 83
- Sociaal-Politieke Groep - 9
- SP - 2
- Overigen - 1

## 1899
- Katholieke Conservatieven - 32
- LPS - 19
- FDP - 83
- Sociaal-Politieke Groep - 6
- SP - 4
- Overigen - 3

## 1902
Uitbreiding zetelaantal naar 167
- Katholieke Conservatieven - 34
- LPS - 19
- FDP - 99
- Sociaal-Politieke Groep - 3
- SP - 7
- Overigen - 5

## 1905
- Katholieke Conservatieven - 34
- LPS - 18
- FDP - 104
- Sociaal-Politieke Groep - 5
- SP - 2
- Overigen - 4

## 1908
- Katholieke Conservatieven - 34
- LPS - 16
- FDP - 104
- Sociaal-Politieke Groep 4
- SP - 7
- Overigen - 2

## 1911
Uitbreiding zetelaantal naar 189
- Katholieke Conservatieven - 38
- LPS - 13
- FDP - 114
- Sociaal-Politieke Groep - 5
- SP - 17
- Overigen - 2

## 1914
- SKVP[4] - 38
- LPS - 14
- FDP - 111
- Sociaal-Politieke Groep - 3
- SP - 19
- Overigen - 4

## 1917
- SKVP - 42
- LPS - 12
- FDP - 105
- Sociaal-Politieke Groep - 4
- SP - 22
- Overigen - 4